# Dinastia frígia
La dinastia frígia o dinastia amoriana va ser una dinastia d'emperadors que va governar l'Imperi Romà d'Orient des de l'any 820 fins al 867.
Després d'un període turbulent entre els anys 802 i 820, quan van desaparèixer la Dinastia Isàurica i la Dinastia Fòcida i va caure l'emperador Lleó V l'Armeni va fer-se càrrec de l'imperi Miquel II, conegut com a Miquel el Tartamut, nascut a Amòrion, a Frígia, i d'aquí el nom d'Amoriana o Frígia.
Després d'Irene d'Atenes, l'última emperadriu isàurica, es van tornar a produir greus enfrontaments interns entre els iconoclastes i els iconòduls, i això va afavorir l'avenç de diversos pobles que rodejaven l'Imperi Romà d'Orient, els longobards a Itàlia i els àrabs i els búlgars a Orient. A pesar d'això, durant el regnat de l'emperadriu Teodora, que va ser regent durant la minoria d'edat del seu fill Miquel III, els iconòduls van dominar la situació.

## Emperadors de la dinastia frígia
- Miquel II dit el Tartamut, del 820 al 829.
- Teòfil, del 829 al 842.
- Miquel III dit l'Embriac, del 842 al 867. La seva mare, Teodora, va ser regent de l'Imperi del 842 al 855.[1]